# Poujols
Poujols település Franciaországban, Hérault megyében. Lakosainak száma 183 fő (2022. január 1.). Poujols Lauroux, Lodève, Pégairolles-de-l’Escalette és Soubès községekkel határos.

## Népesség
A település népességének változása:
| Lakosok száma | 105  | 120  | 127  | 153  | 153  | 160  | 164  | 175  | 181  | 183  |
|               | 1968 | 1982 | 1990 | 2006 | 2013 | 2015 | 2017 | 2019 | 2020 | 2022 |